# شارپ‌تون رکوردز
شارپ‌تون رکوردز (انگلیسی: SharpTone Records) یک ناشر موسیقی مستقل آمریکایی است که از سال ۲۰۱۳ آغاز به کار کرد.